# Gnathophyllum americanum
Gnathophyllum americanum är en kräftdjursart som beskrevs av Félix Édouard Guérin-Méneville 1855. Gnathophyllum americanum ingår i släktet Gnathophyllum och familjen Gnathophyllidae. Inga underarter finns listade i Catalogue of Life.

## Bildgalleri

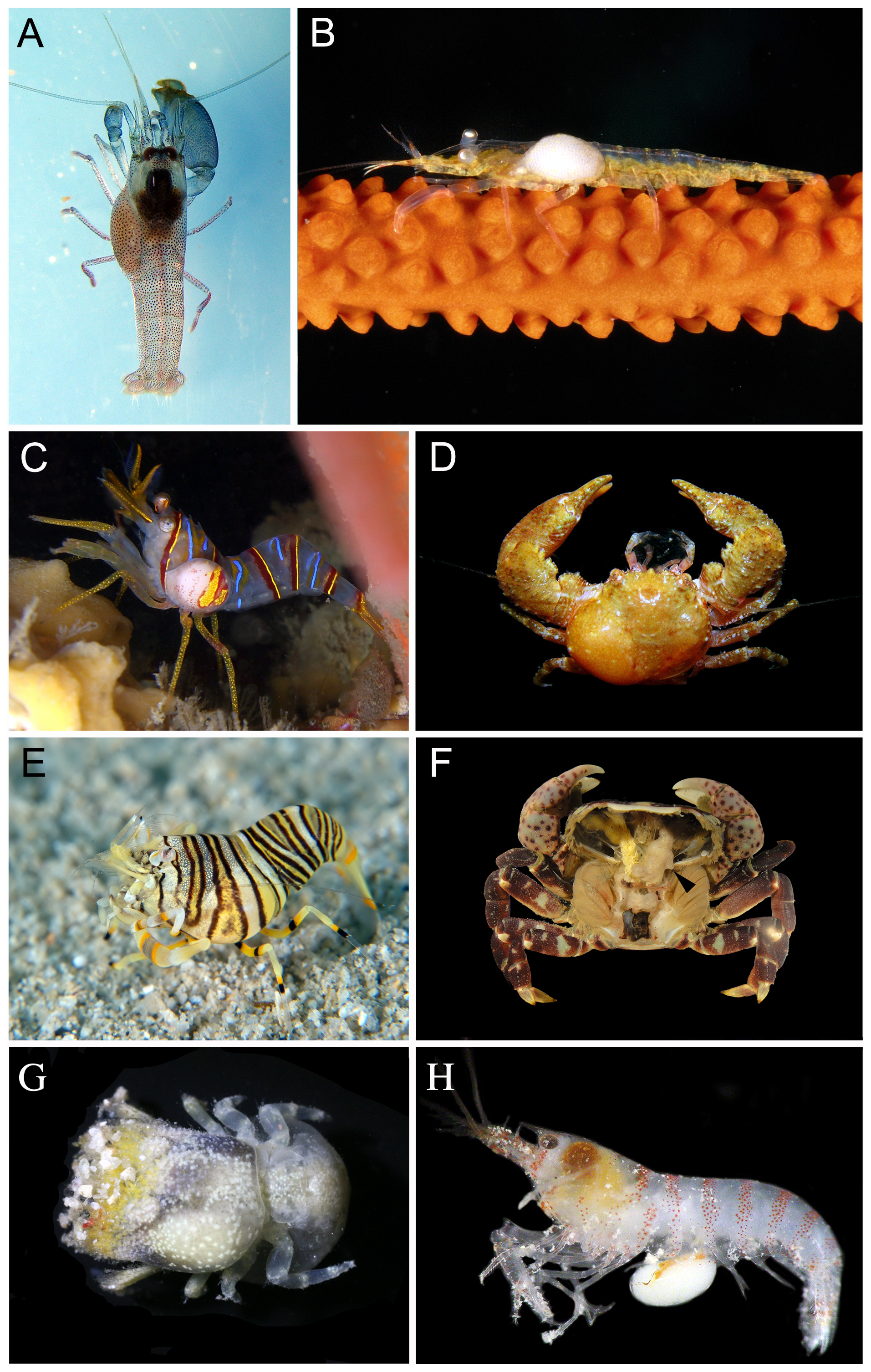
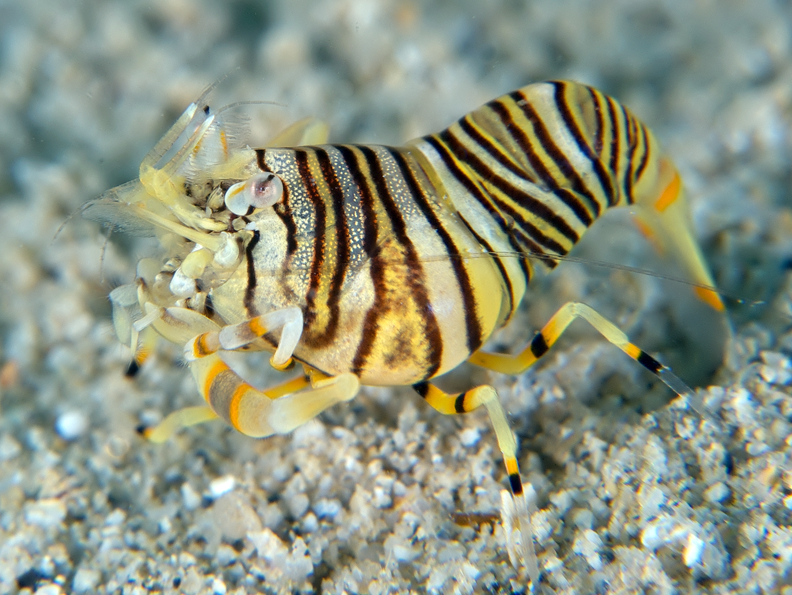